# Енохов календар
Енохов календар је стари календар описан у апокрифној Књизи Еноховој (в. Словенски апокрифи). 
Њиме је година била подељена на четири сезоне од по 13 седмица. Свака сезона је имала два 30-дневна месеца, праћена једним 31-дневним месецом. Свака сезона је почињала у недељу; пошто је први месец имао 30 дана, други месец је почињао у уторак, а трећи месец у четвртак, из истог разлога.
Календарски стручњак John Pratt је написао: „Енохов календар је критикован као безнадежно примитиван, јер се, са само 364 дана, врло брзо разилазио са годишњим добима: за само 25 година сезоне би стизале читав месец раније. Тако велики несклад, ипак, само указује да је метод интеркалације изостављен“.
E. G. Richards је нотирао систем интеркалације којим би Енохов календар постао тачан колико и грегоријански календар.

### Пратов предлог
Прат је предложио нешто што он сматра за бољи систем. Додатак екстра седмице на крај сваке седме године (коју Прат назива „Суботња година") и затим још једне додатне седмице на крају 28. године, чини календар прецизним колико и јулијански календар. Затим, дефинишући „Велику годину“ као период од 364. године (као што Енохова година има 364 дана) Прат каже: „У сваком скупу од пет Великих година биле би изостављене две додатне седмице којима се завршава 28-годишњи циклус, [и то] једна у трећој и још једна у петој Великој години“. Овим би календар био прецизнији од грегоријанског календара (година би трајала 365,24231 дана, десетак секунди дуже од средње тропске године и око 16 секунди краће од грегоријанске године).